# 김보강
김보강(1983년 12월 17일 ~ )은 대한민국의 배우이다.

## 출연작

### 영화
- 《머니백》 (2018년) - 보좌관 역

### 드라마
- 《이로운 사기》 (2023년, tvN) - 다루사 인터네셔널 직원 역

### 뮤직비디오
- 몽니 Grown up - 주인공

### 뮤지컬토크 콘서트
- 2015 - 집들이 콘서트
- 2015 - 사심콘서트
- 2015 - 프랭크쇼
- 2015.10.5 - 트루맨쇼
- 2016.02.16. ~ 2016.02.21 - 몽니 콘서트
- 2016.03.28 - 취향저격 콘서트

### 공연
- 공연 - 가수 ‘베이지’의 1st 콘서트 <베이지 化> 게스트
- 뮤지컬 2007.08.23. ~ 2007.08.26. - 마리아 마리아 (예수 역)
- 뮤지컬 2007.11.16. ~ 2007.12.31. - 마리아 마리아 (예수 역)
- 뮤지컬 2008.10.18. ~ 2008.12.14. - 마리아 마리아 (예수 역)
- 뮤지컬 2009.07.04. ~ 2009.08.02. - 로미오 앤 줄리엣 (티발트 역)
- 뮤지컬 2009.11.28. ~ 2010.02.28. - 연탄길
- 뮤지컬 2010.03.27. ~ 2010.06.20. - 올슉업 (채드 역)
- 연극 2011.01.21. ~ 2011.09.25. - 내 이름은 김삼순 (장도영 역)
- 뮤지컬 2011.05.10. ~ 2011.07.30. - 환상의 커플 (철수 역)
- 뮤지컬 2011.12.10. ~ 2011.12.11. - 환상의 커플 (철수 역)
- 뮤지컬 2011.12.17. ~ 2011.12.18. - 환상의 커플 (철수 역)
- 뮤지컬 2011.12.23. ~ 2011.12.25. - 환상의 커플 (철수 역)
- 뮤지컬 2012.04.14. ~ 2012.04.15. - 환상의 커플 (철수 역)
- 뮤지컬 2012.07.19. ~ 2012.08.26. - 환상의 커플 (철수 역)
- 연극 2012.02.03. ~ 2012.07.22. - 모범생들 (안종태 역)
- 연극 2012.12.14. ~ 2012.12.30. - 모범생들 (안종태 역)
- 뮤지컬 2012.11.07. ~ 2013.01.27. - 나쁜 자석 (앨런 역)
- 연극 2013.03.14. ~ 2013.10.05. - 빨래 (솔롱고 역 )
- 연극 2013.06.26. ~ 2013.09.22. - 우먼 인 블랙 (조연출 역)
- 뮤지컬 2013.12.20. ~ 2013.12.24. - 빈센트 반 고흐 (빈센트 반 고흐 역)
- 뮤지컬 2014.02.22. ~ 2014.04.27. - 빈센트 반 고흐 (빈센트 반 고흐 역)
- 뮤지컬 2014.06.03. ~ 2014.06.29. - 환상의 커플 for 딜라잇 (철수 역)
- 뮤지컬 2014.07.11. ~ 2014.09.14. - 비스트 보이즈 (김주노 역)
- 뮤지컬 2014.11.28. ~ 2014.11.29. - 빈센트 반 고흐 (빈센트 반 고흐 역)
- 뮤지컬 2015.01.03. ~ 2015.01.11. - 곤 더 버스커 (원석 역)
- 뮤지컬 2015.02.20. ~ 2015.03.22. - 곤 더 버스커 (원석 역)
- 뮤지컬 2015.06.06. ~ 2015.08.02. - 빈센트 반 고흐 (빈센트 반 고흐 역)
- 뮤지컬 2015.08.04. ~ 2015.08.20. - 곤 더 버스커 (원석 역)
- 뮤지컬 2015.09.11. ~ 2015.11.15. - 고래고래 (호빈 역)
- 뮤지컬 2015.11.05. ~ 2016.02.28. - 액션스타 이성용 (강두원 역)
- 뮤지컬 2015.12.04. ~ 2015.12.20. - 바람직한 청소년 (현신 역)
- 뮤지컬 2016.01.05. ~ 2016.01.30. - 빈센트 반 고흐 (빈센트 반 고흐 역)
- 뮤지컬 2016.03.15. ~ 2016.05.15. - 로맨틱머슬 (도재기 역)
- 뮤지컬 2016.06.17. ~ 2016.06.19. - 빈센트 반 고흐 대전 (빈센트 반 고흐 역)
- 음악극 2016.07.08. ~ 2016.10.02. - 김수로프로젝트 5탄 <유럽블로그> (석호 역)
- 뮤지컬 2016.08.17. ~ 2016.11.02. - 고래고래 (민우 역)
- 뮤지컬 2016.11.09. - 빈센트 반 고흐 고양어울림누리 (빈센트 반 고흐 역)

## TV
- 2008 - '스타골든벨' 출연
- 2008 - ‘누구세요’ (최호중 역) 출연 (MBC)
- 2008 - ‘살아가는동안 후회할 줄 알면서 저지르는 일들’ (정민 역) 출연 (KBS2)
- 2009 - ‘미워도다시한번’ (최재상 역) 출연 (KBS2)
- 2009 - ‘선덕여왕’ (백호비도 역) 출연 (MBC)
- 2008 - '내딸의남자' 출연
- 2009 - '도전1000곡' 출연
- 2010 - MBC GAME 제13 게임단
- 2018 - SBS 그녀로 말할 것 같으면
- 2018 - 올리브TV 은주의 방